# JR九州815系電車
815系電車（815けいでんしゃ）は、九州旅客鉄道（JR九州）の交流近郊形電車。

## 概要
ワンマン運転と、朝夕のラッシュ時間帯と日中との間で乗客の需要変動が大きいエリアでの運用に対応できる車両として開発された。
1999年（平成11年）10月1日の豊肥本線（熊本駅 - 肥後大津駅）の電化開業にあわせて営業運転を開始し、その後423系および457系・475系の置き換えのため鹿児島本線熊本地区・日豊本線大分地区に投入された。
JRグループでは初めて日立製作所のA-trainシステムを用いて製造された車両である。運転台や先頭部、座席などを予め製作しておき、それを車体に接合していくというプレハブ的な工法で製作された。デザインは他のJR九州車両と同様に水戸岡鋭治が手掛けている。
N001 - N026の2両編成×26本（52両）が製造され、N026編成のみ小倉工場が製造を担当した。
2001年（平成13年）、グッドデザイン賞およびブルネル賞・近距離旅客列車部門で国際賞を受賞した。

## 車両概説

### 車体
A-trainシステムの特徴の一つである摩擦攪拌接合 (FSW) により製造されたダブルスキン構造のアルミ合金車体であり、車重は813系より約13パーセント軽量化している。前面部は普通鋼製であり、車体との間に生じた結合部にスリット状のフィンを貼ることによりデザイン面で違和感のないように施されている。前照灯のデザインはカシオの腕時計・G-SHOCKがモチーフとされた。
車体は全長20 mで、片側3箇所に両開き扉が設置されている。客室側窓は、扉間に1枚の固定式大窓を設けている。車端部の窓も固定式であり、開閉可能な客用窓はない。窓ガラスはUVカットガラスを採用し、カーテンは省略された。床面高さは1125 mmであり、813系よりも10 mm低くなっている。平床構造でステップはない。
前面部中央に貫通扉を設け、半自動幌装置を装備し、電気連結器・自動解結装置付密着連結器を装着している。これにより811系、813系、817系、BEC819系、821系との併結が可能となっている。このうち、813系、817系、BEC819系、821系とは、貫通幌を使用することで編成間貫通とすることが可能である。貫通扉には膨脹性のシールゴムが使用されている。
塗装については前面部がシルバーメタリックを基本に縁が赤く塗装され、前照灯は黒に塗装されている。車体は無塗装であり、側扉も赤に塗装されている。なお、2012年（平成24年）3月25日より順次車体に銀色塗装が施されている。
行先表示器は字幕式で、種別・行先の2連タイプである。側面表示器の駅名表記は、前2系列と同様に白地に黒文字で日本語と英語の並記だが、設置箇所は第4エンド端の1箇所で、編成単位での片側面では1箇所に集約された。また、正面の表示器もキハ200系と同様に列車種別表示器が設置されるとともに、黒地に白文字の駅名表記も日英並記となった。
製造当時は前照灯がシールドビームであったが、熊本車両センター所属の編成のみLED化された。

### 内装
室内は車体に合わせてアルミニウムの無垢材を使用しており、クリア塗装が施されている。平床構造でステップ部も含め段差はない。床面高さは1115 mmで813系よりも10 mm低くなっている。妻壁部に収納されていた配電盤の機器類のうち、必要性の低い機器は床下の配電箱に集約し点検蓋をなくしたため、貫通路幅は従来車の820 mmより広がり1000 mmとなった。車両間の仕切り扉は廃されている。運転室、トイレと車内側の乗降扉は黄色に塗装されている。床面はブルーグレーを基調に四角い黒点柄と黒いストライプ状の柄を配したデザインの床材であり、汚れが目立たないようにされている。清掃を容易とするため床材は側壁まで巻き上げられている。
客室内の片側の乗降扉の上部に一行表示のLED式車内案内表示器が設置された。座席は、JR九州発足以降の新系列電車としては初の全席ロングシートであり、壁面に取り付けられている。背もたれと座布団が一人分ずつ独立した形状で、各々が取り外せるようになっており、座席下部には電気式の暖房ヒーターが設置されている。ヒーターにはセンサーが設けられ、空調装置内のマイコンにより自動で制御されている。
本系列では車内収受式ワンマン運転を行うため、運賃箱、運賃表示器および整理券発行器を備えた。ワンマン機器はキハ200系に搭載されているものをベースとしているが、本系列ではバス用の流用ではなく鉄道車両用に設計の見直されたものを設置している。
クハ814形にはトイレユニットが設置されている。バリアフリー対応とし、ドアの開口幅は900 mm確保されている。汚物処理装置は循環式、便器は洋式である。床上に50 Lのタンクを搭載しており、自然落下による重力式で手洗い器へ給水される。

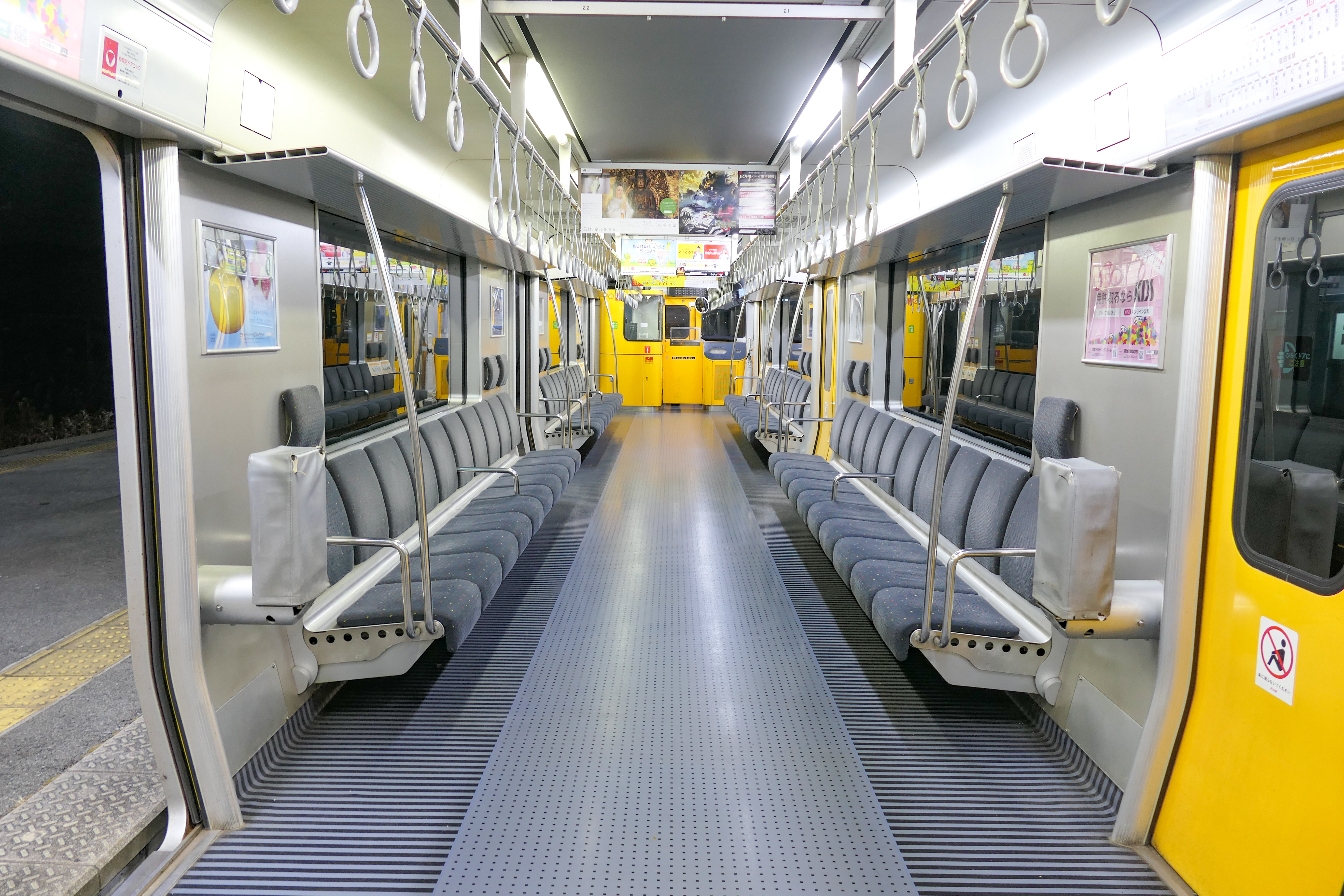
車内
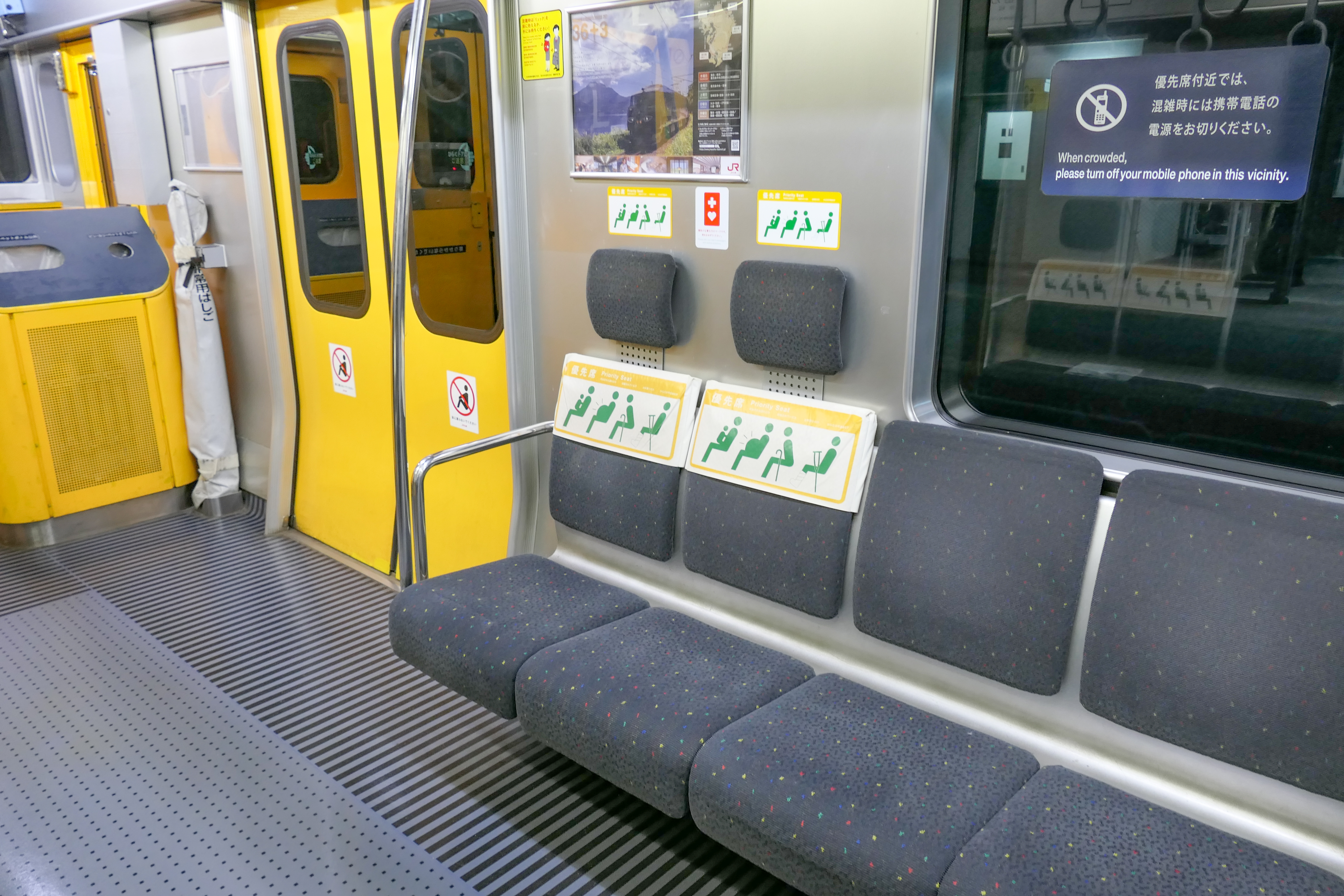
優先席
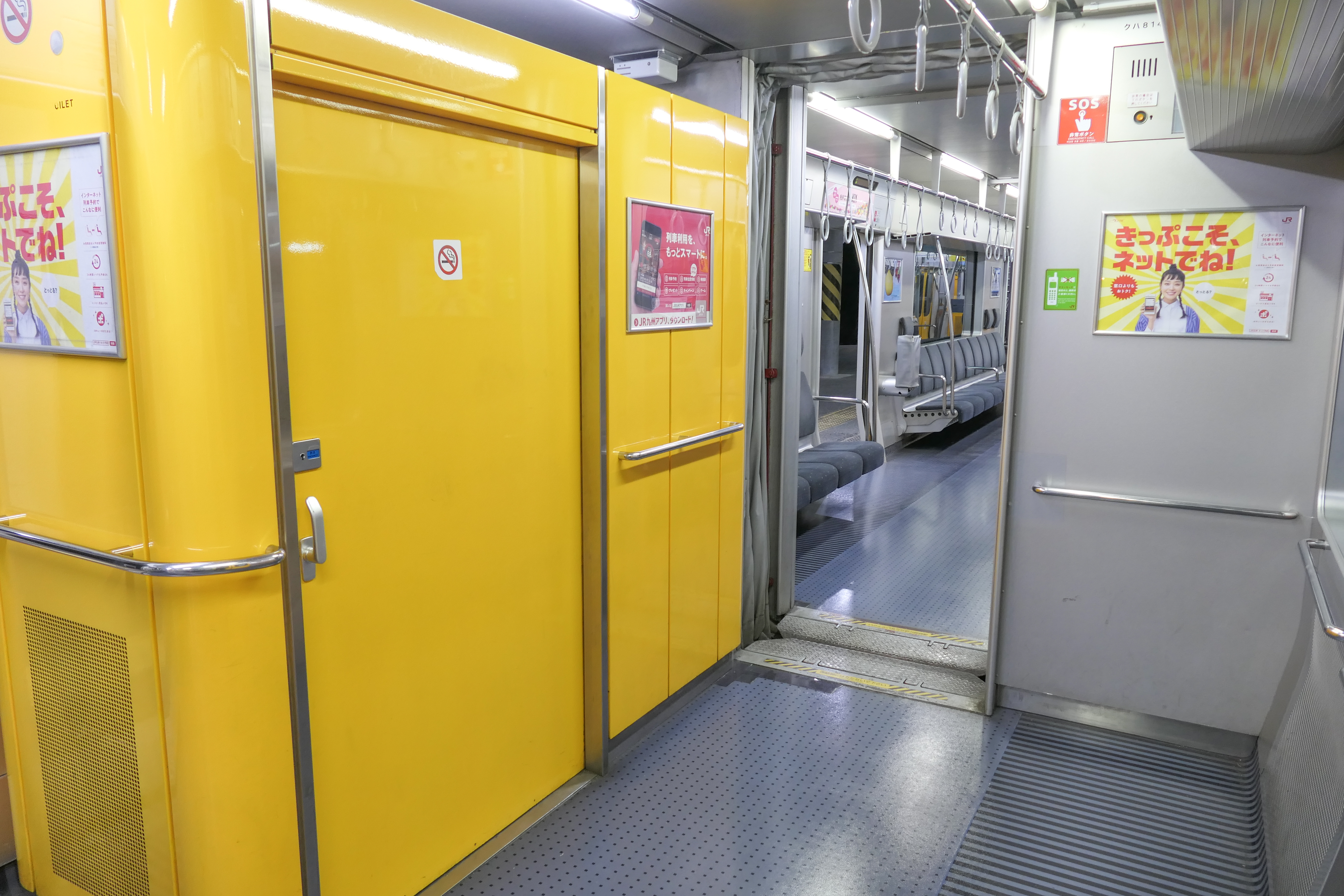
トイレユニット
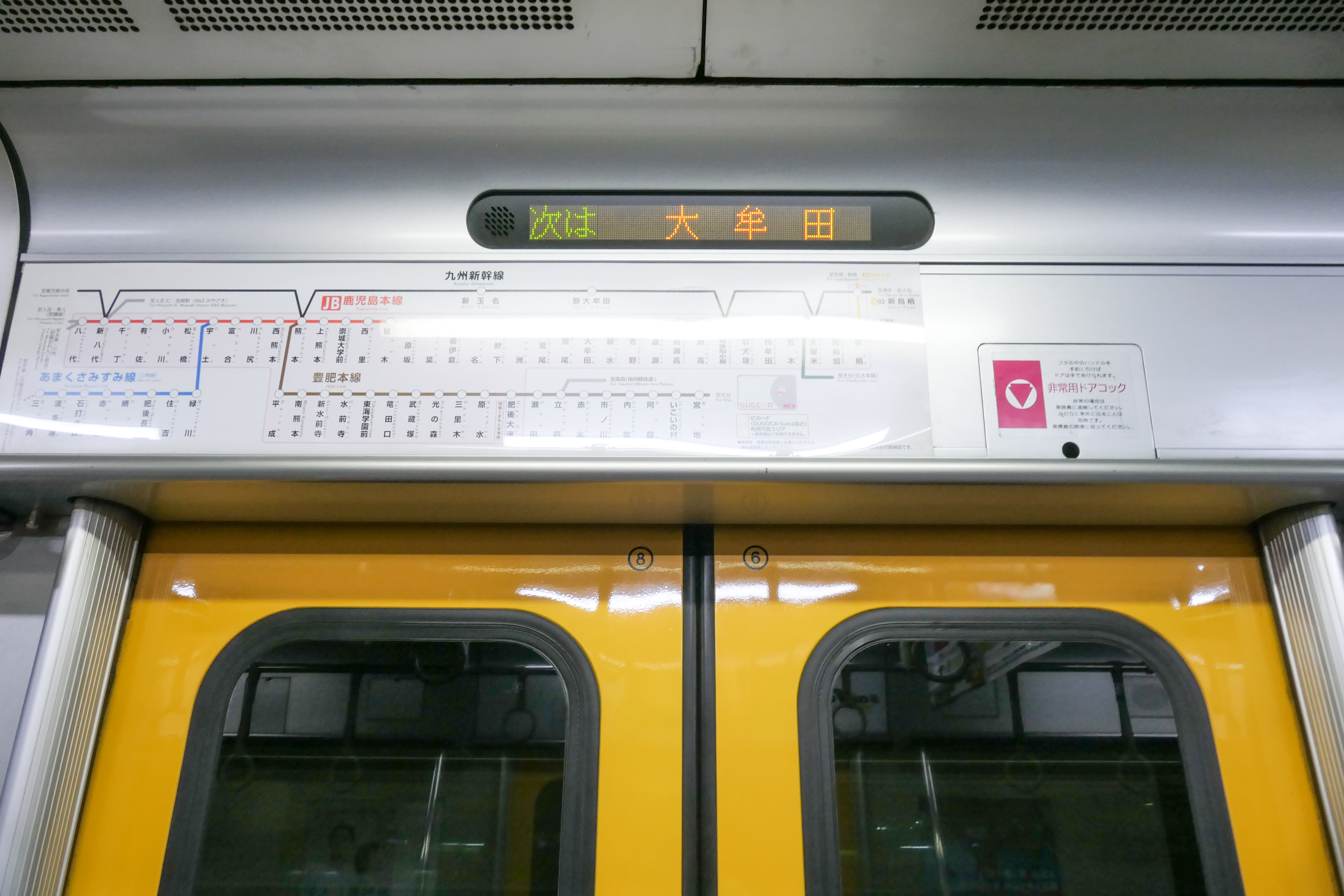
LED式の案内表示器

運転室ユニットは片側構造で、背面は曲面ガラスで構成されている。助士側は上部が開放されており、通路寄りにワンマン運転用のミラーを設置している。その後ろにゴミ箱が設置されている。
室内の機器配置は813系をベースとしながら、運転台の主幹制御器は、JR九州の電車では初めてワンハンドル式が採用された。力行は5段、常用ブレーキは7段刻みで制御する。ワンマン運転を行うことから乗降促進放送を搭載している。また、ドアスイッチやマイクジャックなどワンマン運転用の機器類も収められている。乗務員支援モニタは、813系と同等のものが採用されているが、使い勝手が良くなるように改善されており、検修用画面には積算電力の設定や空ノッチ関連の表示が、車掌用の画面には空調設定画面が追加されており冷暖房の切り換えと車内の温度設定を行える。

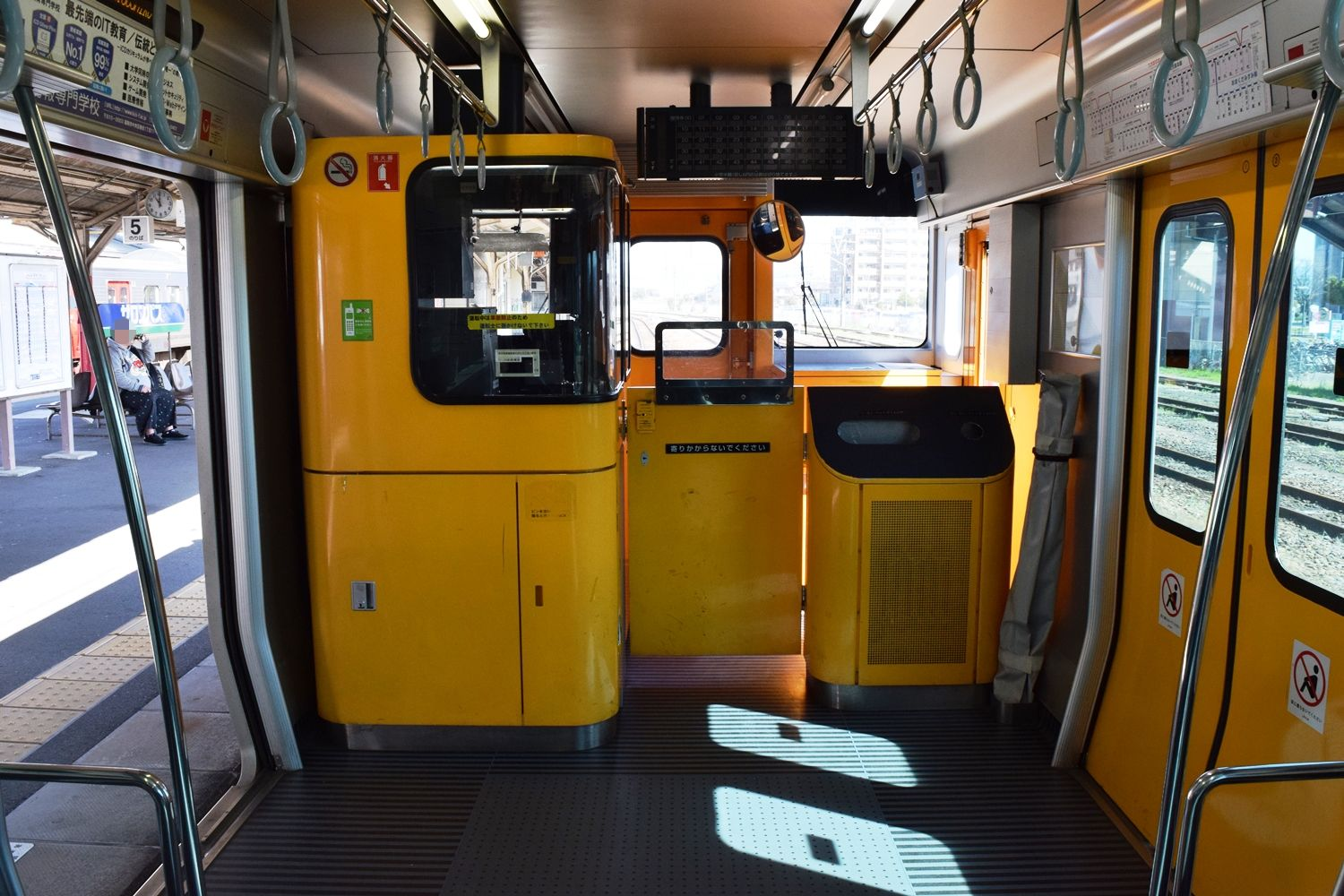
ユニット構造の運転室
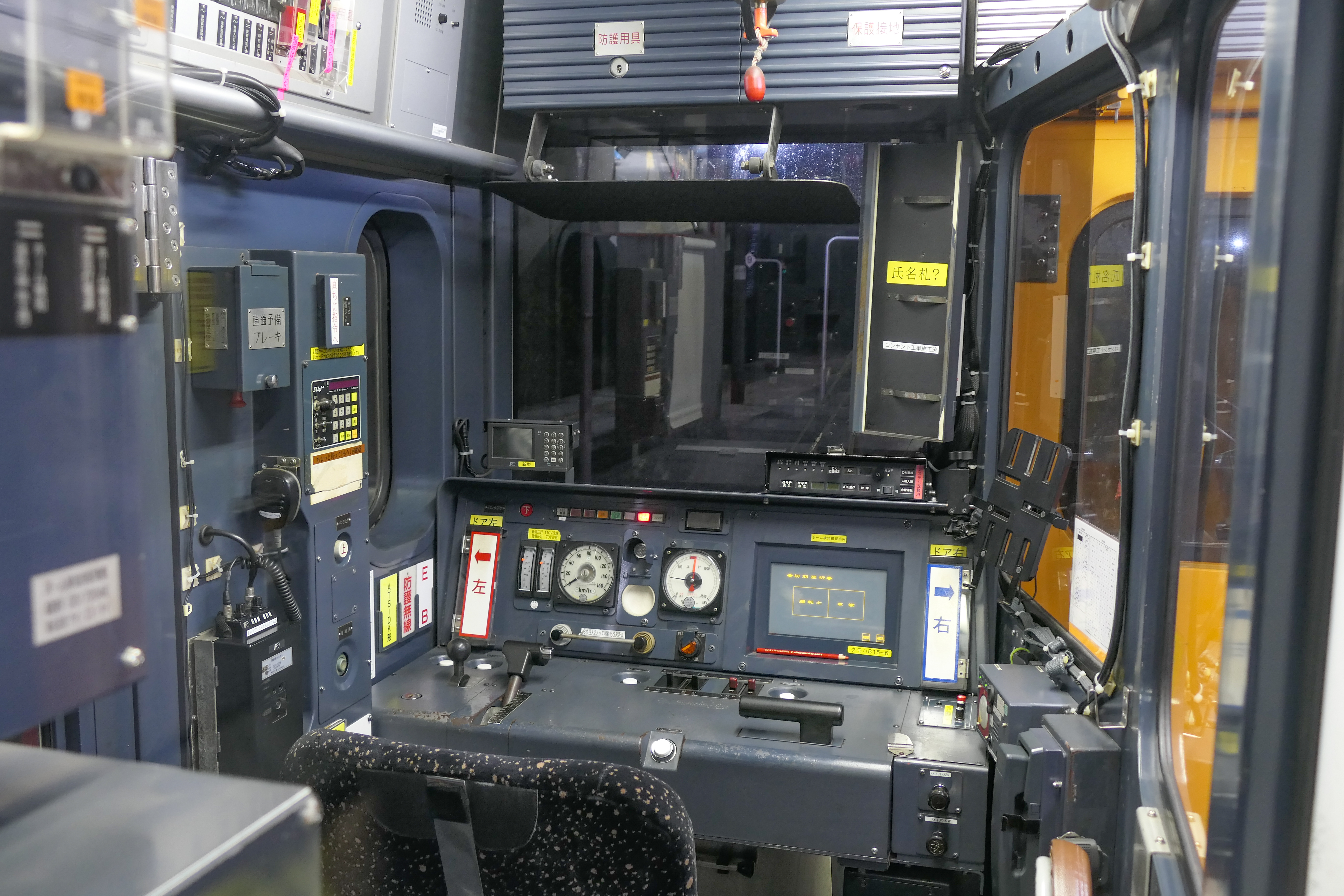
運転台

### 機器類

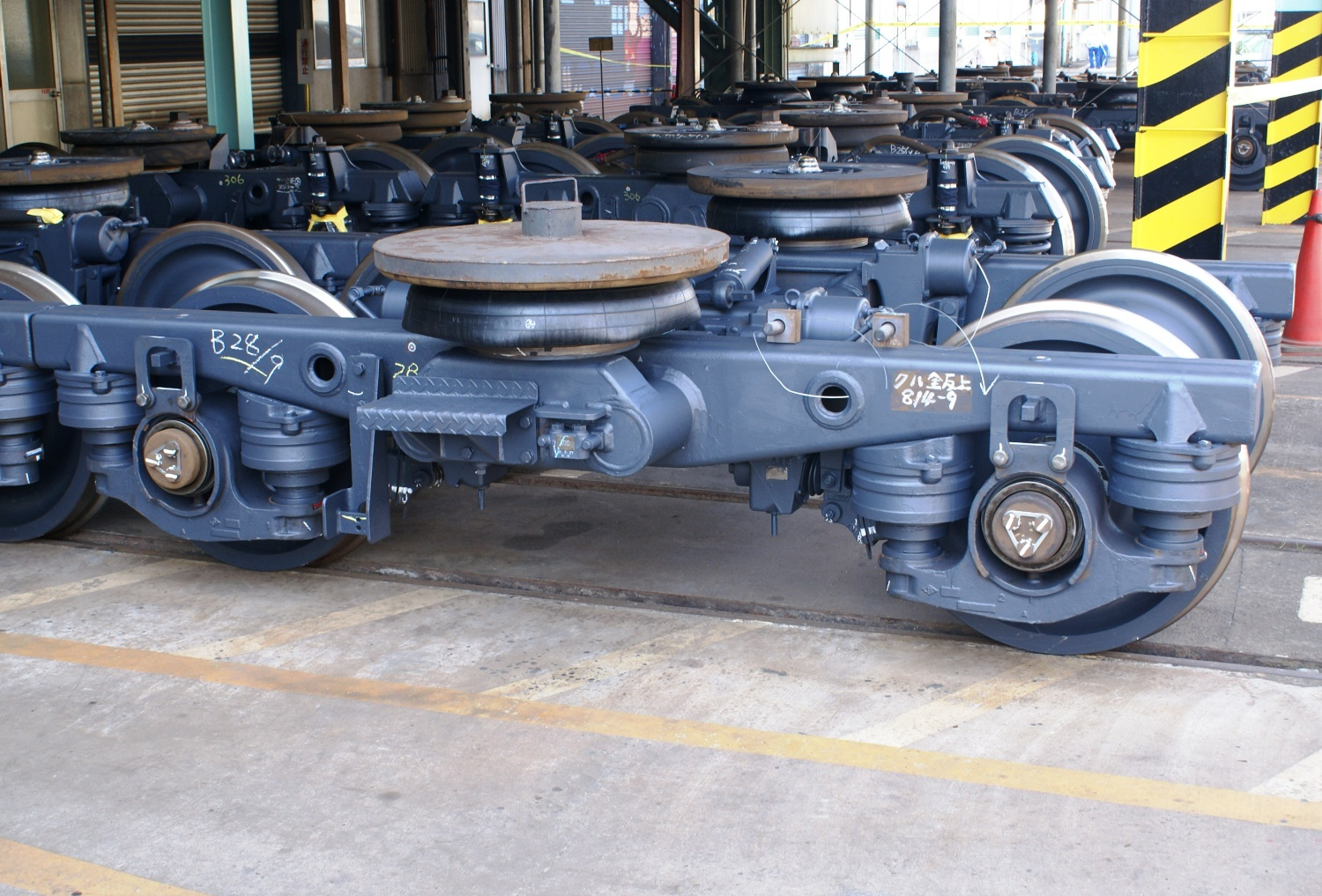
TR404K台車

台車は軽量ボルスタレス台車のDT404K（電動車）、TR404K（制御車）で、低床化を図るため車輪には810 mm径の小径車輪が採用された。在来車の813系に装着されているヨーダンパは省略され、準備工事に留まっている。
制御方式は、JR九州では初めて交流回生付きPWMコンバータ + VVVFインバータ制御を採用した。また、インバータ素子にはIGBT素子 (3300 V/1200 A) が採用された。これも同社の電車では初採用である。主変換装置はPWMコンバータ+VVVFインバータを一体化した主変換装置（CI）が搭載されている。主変圧器は2次1巻線・3次1巻線方式で、保守費用を低減するため自冷式の油冷却器を採用した。3次巻線より空気圧縮機、車内の空調装置、暖房ヒーターへ電源を供給している。補助電源装置は813系に搭載している装置から容量が見直され、3両対応から2両対応となった（安定化交流100V：5 kVA・直流100V：8 kW）。故障時は、マスコン内のリセットスイッチで一括リセットができるようになっている。
ブレーキ装置は応荷重装置付き回生ブレーキ併用電気指令式空気ブレーキを搭載する。回生ブレーキ時のセクション通過対策として小型のブレーキチョッパを内蔵したことにより回生ブレーキ中でもセクション通過を可能にしている。部品の共通化を目的として、付随台車ではユニットブレーキを採用し、ディスクブレーキは省略された。車両重量の関係で、電動台車と付随台車ではシリンダ径とてこ比が異なる。ブレーキ受量器はT車遅れ込め制御方式を採用している。ブレーキ受量器はクモハ815形に設置されており、クモハ815形とクハ814形の常用ブレーキを制御している。
主電動機はコスト低減を理由に813系に搭載されているMT401K形と機能・取付け互換を持った1時間定格出力150 kW有するかご形三相誘導電動機のMT401KA形を搭載している。駆動装置はTD平行カルダン駆動方式であり、歯車比は1：6.5である。主電動機と歯車装置を繋ぐ継手はC-FRP製のたわみ板の改良品が採用されている。床下の主回路機器は低騒音・低保守化を図るため、主電動機を除き完全ブロアレスとなっている。
その他にも定速・抑速制御機能、力行・回生ピークカット機能、空転・滑走制御機能などの機能が搭載されている。
パンタグラフはJR九州の電車として、初めてシングルアーム式が採用された。
保安装置は、登場時はATS-SK形を搭載した。後に2015年6月までに全てATS-DKに換装され、運転台上に取付られた。その他にも乗務員無線、EB装置、防護無線を搭載する。
空調装置は、48.84 kW（42,000 kcal）の能力を持つ集中式の装置を屋根上に設置している。本形列の開発当時、技術の進歩と凡用インバータの低価格化により安価で高機能な空調装置が開発可能になっていた事から、インバータ制御方式の空調装置を開発し搭載した。暖房容量はクモハ815形が14.5 kW、クハ814形が13.2 kW有する。
消費電力は、415系のおよそ58 ％程度である。

## 形式
- クモハ815形（Mc：1 - 14、16 - 27）

上り方制御電動車。パンタグラフ、主変圧器、主変換装置などの主回路装置およびブレーキ受量器を搭載する。定員138名。
- クハ814形（T'c：1 - 14、16 - 27、バリアフリー対応車両）

下り方制御付随車。空気圧縮機、蓄電池および補助電源を備える。後位側にトイレ、給水装置および車椅子スペースを備える。定員133名。

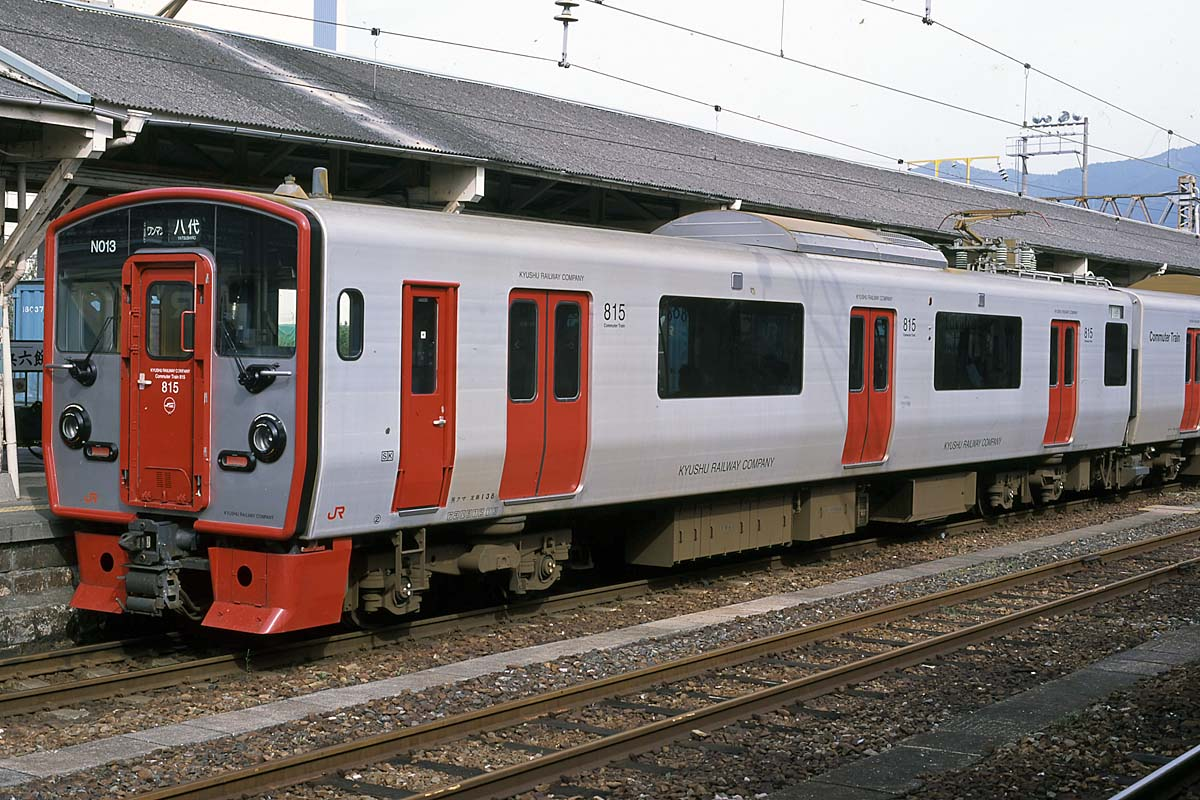
クモハ815-13
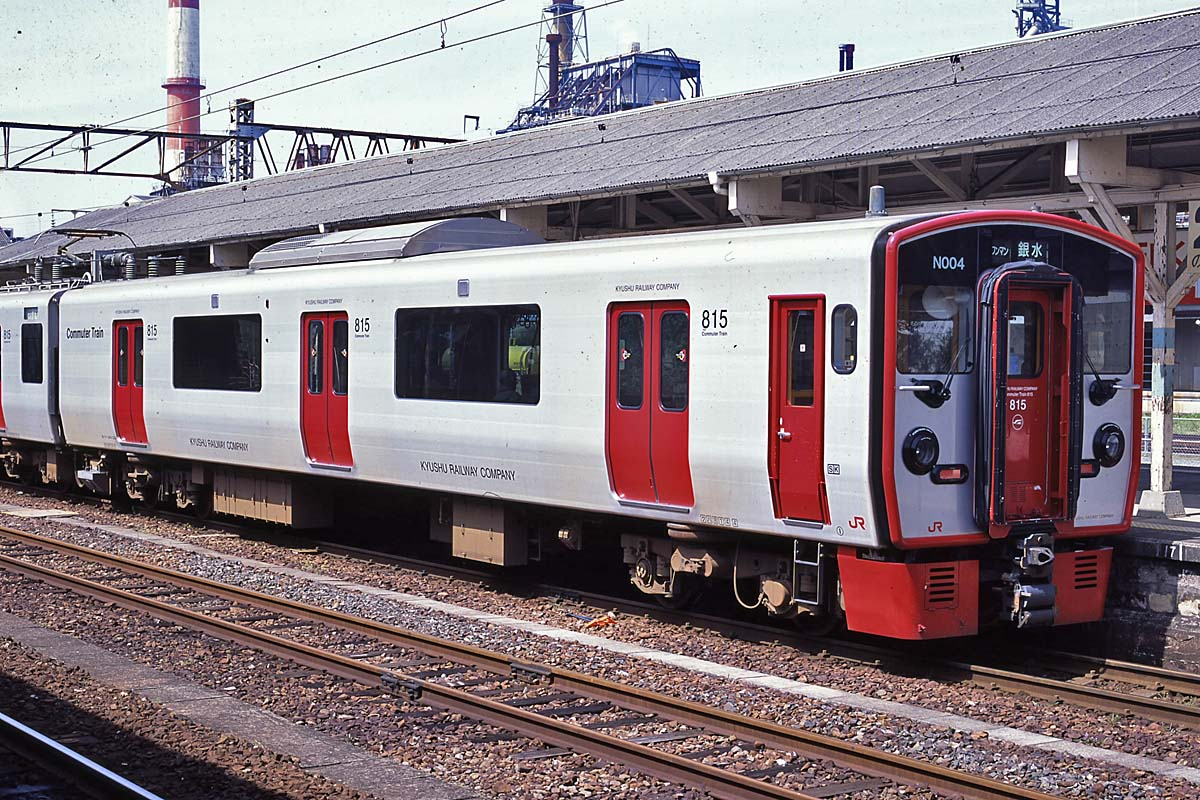
クハ814-4

全編成とも熊本側からクモハ815形 (Mc) - クハ814形 (T'c) の2両で組成されている。車両番号は編成ごとに同じ番号で揃えられ、編成自体にも「Nxxx」の編成番号が与えられている。「N」は815系であることを示し、「xxx」は車両の製造番号に対応している。
車両前面に表示される編成番号は「Nxxx」だが、正式な編成番号は熊本配置車は「NTxxx」、大分配置車は「NOxxx」である。
| ← 博多八代・肥後大津 → ← 中津重岡 → | ← 博多八代・肥後大津 → ← 中津重岡 → | ← 博多八代・肥後大津 → ← 中津重岡 → |
| ----------------------------------- | ----------------------------------- | ----------------------------------- |
| 形式                                | ＜ クモハ815 -#0 （Mc）             | クハ814 -#0 （Tc）                  |
| 定員                                | 138                                 | 133                                 |

## 運用
2023年現在の運用区間は、以下の通りである。
- 鹿児島本線（博多駅 - 八代駅間）
- 豊肥本線（熊本駅 - 肥後大津駅間）
- 日豊本線（中津駅 - 重岡駅間）

### 熊本車両センター所属車

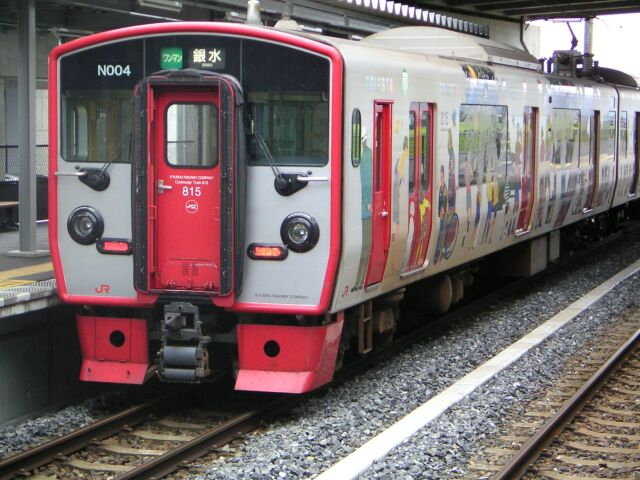
フレスタくまもとラッピングトレイン

1999年（平成11年）10月1日のダイヤ改正に併せて、熊本運転所（現：熊本鉄道事業部熊本車両センター）にN001 - N017編成の17本が配置された。このうちN007 - N010編成は豊肥本線高速鉄道保有株式会社が所有していたが、2015年（平成27年）度にJR九州が買い取った。同時に、2両編成単独運転時は車内収受式ワンマン運転を実施するようになった。N015編成は2000年（平成12年）2月にN027に改番されている。
配置当初、運用線区は鹿児島本線銀水駅 - 八代駅間および豊肥本線熊本駅 - 肥後大津駅間が中心で、朝1本下りのみ鳥栖駅始発の運用があった。
2005年（平成17年）3月1日のダイヤ改正により、N016編成およびN017編成が大分鉄道事業部大分運輸センター（当時）に転出し、代わりに大分に配置されていた817系V012編成およびV013編成が当センターに転入した。また、同改正で鳥栖駅 - 銀水駅間でのワンマン運転が開始されたことから、熊本地区だけでなく、北部九州地域本社管内（現在は本社鉄道事業本部管内）でも常時運用されるようになった。これに伴い、南福岡電車区の運転士も本系列の乗務を担当するように改められた。更に、この改正で当センターに転入してきた817系も、同区間で使用されるようになったが、同系とは運用が分離されていた。2023年（令和5年）3月18日のダイヤ改正より同系と共通運用になり、2012年（平成24年）3月17日のダイヤ改正から当センターの817系で運用していた博多駅 - 鳥栖駅間にも本系列が定期的に充当されるようになり（これまでは代走のみ充当されていた）、共通運用化後も817系との併結運用がある。
717系900番台が1編成当センターに在籍していた時期（2004年3月 - 2007年3月）は、本系列が代走に充当されていた。
2006年（平成18年）3月のダイヤ改正で、ワンマン運転が駅収受式に改められたため、運賃箱や整理券発行器を使用しなくなった（運賃表示器の駅名表示のみ使用）。
営業運転に先立ち、1999年（平成11年）5月27日にN001編成は813系RM227編成と併結試運転を行い、長崎本線の肥前鹿島駅まで入線している。
2016年（平成26年）3月にはN027編成が大分車両センターへ転出しており、2024年（令和6年）4月1日現在、NT001 - NT014・NT023編成の15本計30両が配置されている。

### 大分車両センター所属車
熊本配置の17本と同時に、大分鉄道事業部大分運輸センター（現：大分鉄道事業部大分車両センター、略号「分オイ」）にも、N018 - N026編成の計9本が配置された。
運用区間は前述のとおりだが、中津駅 - 佐伯駅間の運用が主体となっている。2009年（平成21年）3月14日のダイヤ改正により、中津駅 - 柳ヶ浦駅間でのワンマン運転が開始され、この区間でも815系電車2両編成で運用されるようになった。一方で大分地区での列車車両数が不足するようになり811系電車が大分地区でも運用がされるようになったが、415系の転属等により1年程度で解消された。815系電車の大部分がワンマン運転を実施している。2018年（平成30年）3月17日のダイヤ改正から佐伯駅 - 重岡駅間での運用が開始された。
2005年（平成17年）3月に、熊本からN016・N017編成が、2016年（平成28年）3月にN027が転入したことにより、N016 - N027の12本配置となった。
2006年（平成18年）3月の改正より、大分地区でもワンマン運転が駅収受式に改められた。ただし、上岡駅 - 重岡駅間では運用開始時より、佐志生駅 - 佐伯駅間では2022年（令和4年）9月23日のダイヤ改正以降車内収受式のワンマン運転を行う。また、2022年（令和4年）9月23日以降、ワンマン運転の拡大に伴い本系列を2編成併結した4両編成での運用は車外確認カメラが設置された編成に限定されたことから本系列の運用が減少しており、それを補う形で813系ワンマン運転対応編成が宇佐駅 - 佐伯駅間で定期運用を開始している。
N018編成の運転台の後ろ（上り方向）にブルネル賞受賞プレートが掲出されている。
2017年（平成29年）、台風18号による臼杵駅 - 津久見駅間不通に伴い、これまで815系の入線実績がない佐伯駅以南にN025編成が入線し、鹿児島車両センターまでの走行実績がある。
2024年（令和6年）4月1日現在、NO016 - NO022・NO024 - NO027編成の11本計22両が配置されている。

## 編成表
2024年（令和6年）4月1日現在
凡例
- 日立：日立製作所笠戸事業所
- 小倉：九州旅客鉄道小倉工場

| ← 博多八代・肥後大津 → ← 中津重岡 → | ← 博多八代・肥後大津 → ← 中津重岡 → | ← 博多八代・肥後大津 → ← 中津重岡 → | ← 博多八代・肥後大津 → ← 中津重岡 → | ← 博多八代・肥後大津 → ← 中津重岡 → | ← 博多八代・肥後大津 → ← 中津重岡 → |
| ----------------------------------- | ----------------------------------- | ----------------------------------- | ----------------------------------- | ----------------------------------- | ----------------------------------- |
| 編成 番号                           | クモハ 815                          | クハ 814                            | 落成日                              | 現所属                              | 備考                                |
| NT001                               | 1                                   | 1                                   | 1999/05/20 （日立）                 | 熊本                                |                                     |
| NT002                               | 2                                   | 2                                   | 1999/06/16 （日立）                 | 熊本                                |                                     |
| NT003                               | 3                                   | 3                                   | 1999/06/16 （日立）                 | 熊本                                |                                     |
| NT004                               | 4                                   | 4                                   | 1999/06/16 （日立）                 | 熊本                                |                                     |
| NT005                               | 5                                   | 5                                   | 1999/06/16 （日立）                 | 熊本                                |                                     |
| NT006                               | 6                                   | 6                                   | 1999/09/10 （日立）                 | 熊本                                |                                     |
| NT007                               | 7                                   | 7                                   | 1999/09/24 （日立）                 | 熊本                                |                                     |
| NT008                               | 8                                   | 8                                   | 1999/09/24 （日立）                 | 熊本                                |                                     |
| NT009                               | 9                                   | 9                                   | 1999/09/24 （日立）                 | 熊本                                |                                     |
| NT010                               | 10                                  | 10                                  | 1999/09/24 （日立）                 | 熊本                                |                                     |
| NT011                               | 11                                  | 11                                  | 1999/09/10 （日立）                 | 熊本                                |                                     |
| NT012                               | 12                                  | 12                                  | 1999/09/10 （日立）                 | 熊本                                |                                     |
| NT013                               | 13                                  | 13                                  | 1999/09/10 （日立）                 | 熊本                                |                                     |
| NT014                               | 14                                  | 14                                  | 1999/09/10 （日立）                 | 熊本                                |                                     |
| NO016                               | 16                                  | 16                                  | 1999/09/17 （日立）                 | 大分                                |                                     |
| NO017                               | 17                                  | 17                                  | 1999/09/17 （日立）                 | 大分                                |                                     |
| NO018                               | 18                                  | 18                                  | 1999/06/30 （日立）                 | 大分                                |                                     |
| NO019                               | 19                                  | 19                                  | 1999/06/30 （日立）                 | 大分                                |                                     |
| NO020                               | 20                                  | 20                                  | 1999/06/30 （日立）                 | 大分                                |                                     |
| NO021                               | 21                                  | 21                                  | 1999/06/30 （日立）                 | 大分                                |                                     |
| NO022                               | 22                                  | 22                                  | 1999/06/30 （日立）                 | 大分                                |                                     |
| NT023                               | 23                                  | 23                                  | 1999/09/17 （日立）                 | 熊本                                |                                     |
| NO024                               | 24                                  | 24                                  | 1999/09/17 （日立）                 | 大分                                |                                     |
| NO025                               | 25                                  | 25                                  | 1999/09/17 （日立）                 | 大分                                |                                     |
| NO026                               | 26                                  | 26                                  | 1999/10/05 （小倉）                 | 大分                                |                                     |
| NO027                               | 27                                  | 27                                  | 1999/09/10 （日立）                 | 大分                                | 2000/02/11付で N015から改番         |